# 石井明美
石井 明美（いしい あけみ、1965年8月26日 - ）は、日本の女性歌手である。千葉県館山市出身。1986年のオリコン年間1位を記録した大ヒット曲「CHA-CHA-CHA」で知られる。

## 来歴
- 1986年、テレビドラマ『男女7人夏物語』の主題歌「CHA-CHA-CHA」（イタリアのダンスグループ「フィンツィ・コンティーニ」（Finzy Kontini）の楽曲のカバー）でデビュー[1]。80万枚を売り上げ（ミリオンセラーとする媒体もある[2]）、オリコン年間シングルチャート1位になっている[1]。翌1987年春の第59回選抜高等学校野球大会の入場行進曲にも採用された[2]。
- 1989年12月10日、セミヌード写真集「Virginia Slims-バージニアスリム-」を発売[注釈 1]。
- 1990年2月、ドラマーの男性と結婚、後に長男をもうける。
- 1990年3月21日、「ランバダ」（楽曲「泣きながら」のカバー）がヒット。
- 1993年4月、ドラマーの男性と離婚。
- 2008年、虚空雲（コクーン）とのユニット「BLT-sound」が活動開始。2015年時点では公式ブログ等の関連ページのほとんどがリンク切れとなっており、活動をしていない模様。
- 2010年よりオフィスコットンに所属。
- 2013年10月29日、自身の公式ブログにて飲食業に携わる男性と再婚したことを報告した。
- 2021年4月21日、サリー久保田グループが筒美京平トリビュート7インチ・シングル『Romanticが止まらない（C-C-B） / JOY（石井明美）』をリリース。『JOY』のボーカリストとして石井本人が歌唱を担当、セルフカバーとなった[3][4]。
- 2022年現在は、夢グループが主催する全国各地で行われるコンサート「夢スター『春・秋』」の春組に所属し、ヒット曲のある有名歌手[注釈 2]の一人として出演している[2]。

## 人物
- X JAPANのYOSHIKIとToshlは、中学校の同級生[5]。
- 小学4年生から中学まで水泳部。県大会で優勝し、関東大会に出場したこともある[6]。
- 高校時代、館山市営温水プールで監視員のアルバイトをしていた。
- 美容師免許を所持。高校卒業後、銀座の美容室で働いていたが退職[1][2]。
- 『ランバダ』を発表した当時は超ミニスカートを履いて歌唱・刺激的なダンスを披露したが、スカートの下は水着(ビキニパンツ)を着用していた[2]。

### 歌手デビュー
転職活動中の六本木でクラブ歌手のアルバイトをしていてスカウトされた。何度か断ったが、スカウトマンから「1曲出して売れなかったら辞めればいいから」との説得により承諾し、1986年に芸能事務所「研音」に所属する。
同年7月から始まるドラマ『男女7人夏物語』に合わせ、8月のレコードデビューが決まった。本人によると、事務所に入って2ヵ月というあまりに早いデビューだったため、当時周りで「事務所会長の愛人なのでは？」などと噂になったという。

### デビュー時のキャラ設定
『CHA-CHA-CHA』の楽曲に夜の六本木のイメージがあったことから、スタッフからそれに合うキャラ作りを指示された。夜のイメージなため日焼けはNGになり、雑誌のインタビューなどでは表向き好きな食べ物を“ドライフルーツ”と言っていた。ちなみに当時の実際の好物は、板わさとたこわさ。

## ディスコグラフィ

### シングル
| #                                          | 発売日         | タイトル                         | B面                                                    | 規格        | 規格品番    |
| CBS・ソニー                                | CBS・ソニー    | CBS・ソニー                      | CBS・ソニー                                            | CBS・ソニー | CBS・ソニー |
| ------------------------------------------ | -------------- | -------------------------------- | ------------------------------------------------------ | ----------- | ----------- |
| 1st                                        | 1986年8月14日  | CHA-CHA-CHA                      | 愛は嵐                                                 | EP          | 07SH-1808   |
| 1st                                        | 1986年8月14日  | CHA-CHA-CHA                      | 愛は嵐                                                 | CT          | 10KH-1978   |
| 2nd                                        | 1986年11月12日 | 響きはtutu                       | 流されて                                               | EP          | 07SH-1848   |
| 2nd                                        | 1986年11月12日 | 響きはtutu                       | 流されて                                               | CT          | 10KH-2054   |
| 3rd                                        | 1987年2月26日  | L' AMANT                         | 春のまどろみ                                           | EP          | 07SH-1874   |
| 3rd                                        | 1987年2月26日  | L' AMANT                         | 春のまどろみ                                           | CT          | 10KH-2106   |
| 4th                                        | 1987年7月22日  | JOY                              | やさしい人                                             | EP          | 07SH-1956   |
| 4th                                        | 1987年7月22日  | JOY                              | やさしい人                                             | CT          | 10KH-2239   |
| 5th                                        | 1988年2月26日  | GOOD LUCK (サヨナラは言わない)   | テーマ/普通の生活                                      | EP          | 07SH-3007   |
| 5th                                        | 1988年2月26日  | GOOD LUCK (サヨナラは言わない)   | テーマ/普通の生活                                      | CT          | 10WH-3007   |
| 5th                                        | 1988年2月26日  | GOOD LUCK (サヨナラは言わない)   | テーマ/普通の生活                                      | 8cmCD       | 10EH-3007   |
| CBS/SONY RECORDS                           |                |                                  |                                                        |             |             |
| 6th                                        | 1988年8月26日  | SHAKE UP 〜抱きしめて〜          | 上海 Rainy Blue                                        | EP          | 07SH-3074   |
| 6th                                        | 1988年8月26日  | SHAKE UP 〜抱きしめて〜          | 上海 Rainy Blue                                        | CT          | 10WH-3074   |
| 6th                                        | 1988年8月26日  | SHAKE UP 〜抱きしめて〜          | 上海 Rainy Blue                                        | 8cmCD       | 10EH-3074   |
| 7th                                        | 1989年11月22日 | オリーブの首飾り                 | Step By Step                                           | 8cmCD       | CSDL-3027   |
| 7th                                        | 1989年11月22日 | オリーブの首飾り                 | Step By Step                                           | CT          | CSSL-3027   |
| 8th                                        | 1990年3月21日  | ランバダ                         | Don't                                                  | 8cmCD       | CSDL-3076   |
| 8th                                        | 1990年3月21日  | ランバダ                         | Don't                                                  | CT          | CSSL-3076   |
| 9th                                        | 1990年6月21日  | ダンスでランバダ〜夜に揺られて〜 | ランバダ (Ethnic Beat Mix)                             | 8cmCD       | CSDL-3113   |
| 9th                                        | 1990年6月21日  | ダンスでランバダ〜夜に揺られて〜 | ランバダ (Ethnic Beat Mix)                             | CT          | CSSL-3113   |
| 10th                                       | 1990年11月21日 | シャ・ラ・ラ                     | ドアを開けて                                           | 8cmCD       | CSDL-3206   |
| Sony Records                               |                |                                  |                                                        |             |             |
| 11th                                       | 1993年10月1日  | あなたらしくいて                 | Celebration                                            | 8cmCD       | SRDL-3746   |
| 12th                                       | 1994年2月2日   | 貴方のもの 〜Belonging To You〜  | 恋のプレリュード 〜When You Tell Me That You Love Me〜 | 8cmCD       | SRDL-3789   |
| 13th                                       | 1996年6月21日  | ときめきは眠らない               | 瞳で抱いてて                                           | 8cmCD       | SRDL-4222   |
| ワーナーミュージック・ジャパン / WEA Japan |                |                                  |                                                        |             |             |
| 14th                                       | 1997年9月10日  | バラード                         | after rain                                             | 8cmCD       | WPD6-9148   |
| 14th                                       | 1997年9月10日  | バラード                         | after rain                                             | CT          | WPS6-9148   |
| Sony Music Direct                          |                |                                  |                                                        |             |             |
| 15th                                       | 2016年11月23日 | 抱いてサンバ                     | ダンスでランバダ 〜夜に揺られて〜                      | Maxi        | MHCL-2651   |

### アルバム

#### オリジナル・アルバム
| #                | 発売日         | タイトル    | 規格        | 規格品番    |
| CBS・ソニー      | CBS・ソニー    | CBS・ソニー | CBS・ソニー | CBS・ソニー |
| ---------------- | -------------- | ----------- | ----------- | ----------- |
| 1st              | 1986年11月21日 | Mona Lisa   | LP          | 28AH-2120   |
| 1st              | 1986年11月21日 | Mona Lisa   | CT          | 28KH-2044   |
| 1st              | 1986年11月21日 | Mona Lisa   | CD          | 32DH-572    |
| 2nd              | 1987年8月26日  | JOY         | LP          | 28AH-2218   |
| 2nd              | 1987年8月26日  | JOY         | CT          | 28KH-2272   |
| 2nd              | 1987年8月26日  | JOY         | CD          | 32DH-760    |
| CBS/SONY RECORDS |                |             |             |             |
| 3rd              | 1988年11月2日  | Fanatique   | CD          | 32DH-5138   |
| 3rd              | 1988年11月2日  | Fanatique   | CT          | 28KH-5138   |
| 4th              | 1990年7月1日   | 熱帯夜      | CD          | CSCL-1193   |
| 4th              | 1990年7月1日   | 熱帯夜      | CT          | CSTL-1193   |
| BEATSISTA        |                |             |             |             |
| 5th              | 2011年8月5日   | COLORS      | CD          | BSCL-8002   |

#### ベスト・アルバム
| #                                     | 発売日           | タイトル                               | 規格             | 規格品番         |
| CBS/SONY RECORDS                      | CBS/SONY RECORDS | CBS/SONY RECORDS                       | CBS/SONY RECORDS | CBS/SONY RECORDS |
| ------------------------------------- | ---------------- | -------------------------------------- | ---------------- | ---------------- |
| 1st                                   | 1988年7月1日     | Dance Street                           | 8cmCD            | 15EH-8008        |
| 2nd                                   | 1990年12月21日   | ザ・ベスト CHA-CHA-CHA〜ランバダ       | CD               | CSCL-1616        |
| 2nd                                   | 1990年12月21日   | ザ・ベスト CHA-CHA-CHA〜ランバダ       | CT               | CSTL-1616        |
| Sony Records                          |                  |                                        |                  |                  |
| 3rd                                   | 1994年4月21日    | シングル・コレクション                 | CD               | SRCL-2870        |
| Sony Music Entertainment (Japan) Inc. |                  |                                        |                  |                  |
| 4th                                   | 1998年11月21日   | GOLDEN J-POP/THE BEST 石井明美         | CD               | SRCL-4407        |
| Sony Music Direct / GT music          |                  |                                        |                  |                  |
| 3rd                                   | 2007年1月24日    | ゴールデン☆ベスト 石井明美セレクション | CD               | MHCL-975         |

#### コンピレーション・アルバム
| #                            | 発売日                       | タイトル                         | 規格                         | 規格品番                     |
| Sony Music Direct / GT music | Sony Music Direct / GT music | Sony Music Direct / GT music     | Sony Music Direct / GT music | Sony Music Direct / GT music |
| ---------------------------- | ---------------------------- | -------------------------------- | ---------------------------- | ---------------------------- |
| 1st                          | 2011年2月23日                | GOLDEN☆BEST 石井明美・森川由加里 | CD                           | MHCL-1856                    |

### タイアップ
| 曲名                            | タイアップ                                            | 収録作品                                    |
| ------------------------------- | ----------------------------------------------------- | ------------------------------------------- |
| CHA-CHA-CHA                     | TBS系テレビドラマ『男女7人夏物語』主題歌              | シングル「CHA-CHA-CHA」                     |
| 響きはtutu                      | TBS系テレビ『世界・ふしぎ発見!』エンディングテーマ    | シングル「響きはtutu」                      |
| JOY                             | TBS系TVドラマ『恋に恋して恋きぶん』挿入歌             | シングル「JOY」                             |
| SHAKE UP 〜抱きしめて〜         | TBS系テレビ・愛の劇場『料理恋物語』主題歌             | シングル「SHAKE UP 〜抱きしめて〜」         |
| オリーブの首飾り                | TBS系テレビ『世界・ふしぎ発見!』テーマ・ソング        | シングル「オリーブの首飾り」                |
| Step By Step                    | 大和証券『ステップ』CMソング                          | シングル「オリーブの首飾り」                |
| あなたらしくいて                | TBS系テレビ・愛の劇場『年上でもいいじゃない』主題歌   | シングル「あなたらしくいて」                |
| 貴方のもの 〜Belonging To You〜 | TBS系テレビドラマ『ひとの不幸は蜜の味』主題歌         | シングル「貴方のもの 〜Belonging To You〜」 |
| ときめきは眠らない              | TBS系『山田邦子のしあわせにしてよ』エンディングテーマ | シングル「ときめきは眠らない」              |
| バラード                        | 日本テレビ系『火曜サスペンス劇場』主題歌              | シングル「バラード」                        |
| 明日へのJUMP                    | TBS系『チューボーですよ!』エンディングテーマ          | アルバム『COLORS』                          |

## 写真集
- Virginia Slims-バージニアスリム- （1989年12月10日）

## メディア出演

### ラジオ
- 石井明美のプライベートタイム（ラジオ関西）
- 石井明美のミュージックフォトブック（2021年4月 - 、スバルプランニング・KBS京都他）